# Selección femenina de hockey sobre hierba sub-21 de los Países Bajos
El selección femenina de hockey sobre hierba sub-21 de los Países Bajos representa a los Países Bajos en el hockey sobre césped internacional femenino sub-21 y está controlado por Koninklijke Nederlandse Hockey Bond, el organismo rector del hockey sobre césped en los Países Bajos.
El equipo compite en el Campeonato Europeo Femenino Juvenil de Hockey sobre Césped, que ha ganado un récord de diez veces. También tienen la mayor cantidad de títulos de la Copa Mundial Juvenil con tres.

## Participaciones

### Copa Mundial Juvenil
- 1989 - 4°
- 1993 - 5°
- 1997 -
- 2001 - 4°
- 2005 -
- 2009 -
- 2013 -
- 2016 -
- 2021 - Clasificado

### Campeonato Europeo Femenino Juvenil de Hockey
- 1977 -
- 1978 -
- 1979 -
- 1981 -
- 1984 -
- 1988 -
- 1992 -
- 1996 -
- 1998 -
- 2000 -
- 2002 -
- 2004 -
- 2006 - 5°
- 2008 -
- 2010 -
- 2012 -
- 2014 -
- 2017 -
- 2019 -